# Cristian Ebea
Cristian San Francisco Ngua Ebea Metehe (Madrid, 2 de febrero de 2001), conocido como Cristian Ebea, es un futbolista hispano-ecuatoguineano que juega como defensa para la selección de Guinea Ecuatorial.

## Trayectoria
Nacido en Madrid, de padres ecuatoguineanos, se formó en la cantera de la Escuela de Parla, CD Móstoles URJC, CF Trival Valderas, Alcobendas CF y Getafe CF, con el que terminó su etapa juvenil en la temporada 2019-20.
El 1 de agosto de 2020, firma por la UP Langreo de la Segunda División B de España y en enero de 2021, es cedido a la Escuela de Iniciación San Martín hasta el final de la temporada. Tras dos buenas temporadas en los equipos asturianos llamaría la atención de los ojeadores del Real Sporting de Gijón, por lo que el 29 de agosto de 2022, firma por el equipo gijonés, incorporándose al Sporting Atlético de la Tercera Federación, hasta que en  2024 finalizó su vinculación con el equipo. En el mes de julio de ese mismo año, el Rayo Majadahonda hizo oficial la contratación del futbolista durante una temporada.

## Selección nacional
Es internacional por la selección de fútbol de Guinea Ecuatorial, con la que hizo su debut el 29 de marzo de 2022 en un encuentro contra Angola, que concluyó con empate a cero.
El 4 de marzo de 2024, volvería a ser convocado con la selección de Guinea Ecuatorial. 

## Clubes
| Club                                      | País   | Año       |
| ----------------------------------------- | ------ | --------- |
| U. P. Langreo                             | España | 2020-2022 |
| Escuela de Iniciación San Martín (cedido) | España | 2021      |
| Sporting Atlético                         | España | 2022-2024 |
| C. F. Rayo Majadahonda                    | España | 2024-2025 |